# Údolí Svratky u Krásného
Údolí Svratky u Krásného este o arie protejată (arie specială de conservare — SAC, sit de importanță comunitară — SCI) din Republica Cehă întinsă pe o suprafață de 96,53 ha, integral pe uscat.

## Localizare
Centrul sitului Údolí Svratky u Krásného este situat la coordonatele 49°40′43″N 16°10′34″E / 49.678611°N 16.176111°E.

## Înființare
Situl Údolí Svratky u Krásného a fost declarat sit de importanță comunitară în noiembrie 2009 pentru a proteja 1 specie de animale. Situl a fost protejat și ca arie specială de conservare în iulie 2012.

## Biodiversitate
Situată în ecoregiunea continentală, aria protejată nu include niciun habitat protejat.
La baza desemnării sitului se află o specie protejată de  nevertebrate: Phengaris nausithous.